# Abd ar-Rahman Abu Hajba
Abd ar-Rahman Ibrahim Labib Abu Hajba, Abdelrahman Ibrahim Labib Abouheiba (arab. عبدالرحمن إبراهيم لبيب محمد أبو هيبه; ur. 7 kwietnia 2001) – egipski zapaśnik walczący w stylu wolnym. Srebrny medalista mistrzostw Afryki w 2024. Mistrz Afryki juniorów w 2020 roku.